# ルージング・マイ・エッジ
「ルージング・マイ・エッジ」（Losing My Edge）は、アメリカのダンス・パンクバンドLCDサウンドシステムが2002年に発表した楽曲。デビューアルバム『LCDサウンドシステム』に収録。LCDサウンドシステムのデビューシングルでダンス・パンク、ポストパンク・リバイバルムーブメントを決定づけた楽曲として知られている。
音楽メディアのピッチフォークが選ぶ2000年代のベストソング第13位、NMEが選ぶオールタイム・グレイテスト・ソング500にて第26位。

## 概要
ボーカルで作曲者のジェームス・マーフィー(James Murphy)は若い頃からバンド活動をしていたが、90年代後半にロックとダンスミュージックのクロスオーバーを目指すようになり音楽プロデュースやDJなどの活動をはじめた。2001年にジェームスのプロデューサーチームDFAはレディオ4の「Dance to the Underground」を手がけ広く知られるようになる。それまで音楽的な成功と縁がなかったジェームスだったが、DJとしての活動も軌道に乗り始め脚光を浴びるようになっていた。しかし彼が推してきた音楽はエレクトロクラッシュやポストパンク・リバイバルといったムーブメントにあっという間にのみ込まれてしまい、ジェームスは流行りもの専門のDJとして燃え尽きてしまうことを覚悟する。やっと成功しはじめた小さな夢が終わってしまうと悟ったジェームスは、突然大勢の一人になってしまった"負け犬でいること"を歌った「ルージング・マイ・エッジ」を製作する。この曲をLCDサウンドシステム(LCD Soundsystem)のデビューシングルとして2002年7月8日に発売。すべての楽器をジェームス自身でプレイしたこの曲はDFAの推し進めてきたダンスとパンクのクロスオーバーが見事に完成しており、同時期にDFAからリリースされたザ・ラプチャーの「House of Jealous Lovers」と共にダンス・パンク(ディスコ・パンク)ムーブメントの火付け役、ポストパンク・リバイバルを後押しする楽曲として決定的な評価を受けた。この曲は2005年に発売されたデビューアルバム『LCDサウンドシステム』にも収録された。

## 評価
| 年     | 発表元           | 部門                             | 順位 |
| ------ | ---------------- | -------------------------------- | ---- |
| 2002年 | NME              | 50 Best Tracks of 2002           | 8位  |
| 2009年 | NME              | 100 Best Tracks of the 2000s     | 29位 |
| 2009年 | Pitchfork Media  | Top 500 Tracks of the 2000s      | 13位 |
| 2009年 | Resident Advisor | Top 100 Best Tracks of the 2000s | 7位  |
| 2009年 | Rolling Stone    | 100 Best Songs of the 2000s      | 37位 |
| 2014年 | NME              | 500 Greatest Songs of All Time   | 26位 |

## 収録曲
1. "Losing My Edge" - 7:55
2. "Beat Connection (Extended Disco Dub)" - 8:08